# ケブカミジンコ科
ケブカミジンコ科（ケブカミジンコか、Macrothricidae）は、甲殻類鰓脚綱双殻目に属する微小な動物の一群である。いわゆるミジンコの類ではあるが、プランクトンとして生活しておらず、水草の間や、中には泥の中を潜るようにして生活するものもある。小型種が多いこともあり、目にすることの少ない動物である。名前は背甲の周辺に毛が多数並んでいるものが多いことによる。

## 特徴
いわゆるミジンコであり、外形は標準的なものである。頭部の前側はやや突出して短い吻となっている。その先端によく発達した第一触角があるが、ゾウミジンコ科とは異なりその基部がはっきりとくびれており、可動性。複眼は大きく発達、単眼は第一触角の基部近くに位置する。
背甲は卵円形等、やや左右から偏平。腹面側の縁に沿って多数の毛が一面に並んでいる。殻の中の体の末端部は幅が広くなっているのが多い。また、胴の内部で腸がくねっていたり一回り輪を作っていたりするものがある。

## 習性
浅い淡水域に生息する。水草の間などに生息するため、普通のプランクトン採集法では取れないことが多い。フトオケブカミジンコは泥の中に潜っており、その内部を移動して生活する。遊泳用の触角も、素早く掻いて泳ぐのではなく、ゆっくり動かして泥をかき分けるように動かすのが見られる。

## 分類
以下の5属がある。
ケブカミジンコ科 Macrothricidae
- ニセケブカミジンコ Ophryoxus
- フトオケブカミジンコ Iliocryptus
- カマトゲケブカミジンコ Drepanothrix
- ケブカミジンコ Macrothrix
- ケブカミジンコモドキ Streblocerus